# Trường Harvard Mùa hè
Trường Harvard Mùa hè (tiếng Anh: Harvard Summer School) là ngôi trường chỉ giảng dạy vào mùa hè do Phân khoa Giáo dục Thường xuyên của Đại học Harvard điều hành. Thành lập vào năm 1871, trường giảng dạy khoảng 5.000 sinh viên mỗi năm. Trường không cấp bằng mà chỉ giảng dạy các tín chỉ. Mặc dù trực thuộc Đại học Harvard, trường Harvard Mùa hè không có sự chọn lọc cao trong tuyển sinh.
Trường giảng dạy khoảng 300 lớp học vào ban ngày và ban đêm trong suốt mùa hè.